# Edward Garmatz

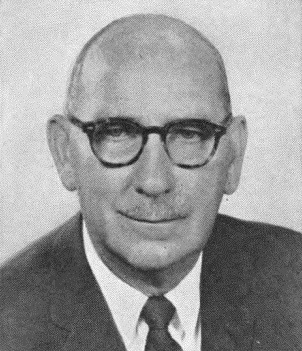
Edward Garmatz (1971)

Edward Alexander Garmatz (* 7. Februar 1903 in Baltimore, Maryland; † 22. Juli 1986 ebenda) war ein US-amerikanischer Politiker. Zwischen 1947 und 1973 vertrat er den Bundesstaat Maryland im US-Repräsentantenhaus.

## Werdegang
Edward Garmatz besuchte die öffentlichen Schulen seiner Heimat sowie das Baltimore Polytechnic Institute. Zwischen 1920 und 1942 arbeitete er im Elektrizitätsgewerbe; von 1941 bis 1944 war er für die staatliche Rennkommission von Maryland tätig. Danach war er bis 1947 Polizeirichter. Politisch schloss er sich der Demokratischen Partei an. Nach dem Rücktritt des Abgeordneten Thomas D’Alesandro wurde Garmatz bei der fälligen Nachwahl für den dritten Sitz von Maryland als dessen Nachfolger in das US-Repräsentantenhaus in Washington, D.C. gewählt, wo er am 15. Juli 1947 sein neues Mandat antrat. Nach zwölf Wiederwahlen konnte er bis zum 3. Januar 1973 im Kongress verbleiben. In diese Zeit fielen unter anderem der Beginn des Kalten Krieges, der Koreakrieg, der Vietnamkrieg und innenpolitisch die Bürgerrechtsbewegung.
Von 1965 bis 1973 war Edward Garmatz Vorsitzender des Ausschusses für die Fischerei und die Handelsmarine. Im Jahr 1972 verzichtete er auf eine weitere Kandidatur. Nach dem Ende seiner Zeit im US-Repräsentantenhaus arbeitete er für die International Organization of Masters, Mates & Pilots, eine Gewerkschaft. 1978 geriet er unter Bestechungsverdacht, der sich aber nicht bestätigte. Er starb am 22. Juli 1986 in Baltimore.